# Ганс Кюнг
Ганс Кюнг (нім. Hans Küng; 19 березня 1928, Зурзе — 6 квітня 2021, Тюбінген) — швейцарський теолог, католицький священник і письменник. З 1995 року — президент фонду «За глобальну етику» (нім. Stiftung Weltethos).
Вважається головним ідеологом модернізації католицизму, за що не раз зазнавав різкої критики з боку ватиканської Конгрегації доктрини віри, яка в 1979 році домоглася заборони викладати йому в університеті.

## Біографія
Вивчав теологію в Папському Григоріанському університеті в Римі. Продовжив свою освіту в різних містах Європи, в тому числі в Сорбонні.
У 1954 році став священником римо-католицької церкви. У 1957 році захистив докторську дисертацію з теології в Паризькому католицькому інституті.
У 1960 році призначений професором богослов'я в Університету Ебергарда Карлса в Тюбінгені, Німеччина. Як і його колегу Йозефа Ратцінгера (пізніше Папа Бенедикт XVI), у 1962 році його призначили перітусом (богословським консультантом). Був експертом-богословом-радником для членів Другого Ватиканського Собору до його завершення в 1965 році. За пропозицією Кюнга, католицький факультет Тюбінгенського університету призначив Ратцінгера професором догматичного богослов'я.
У 1963 році під час своєї поїздки по США прочитав лекцію «Церква і свобода», отримав інтердикт від Католицького університету Америки і ступінь почесного доктора Університету Сент-Луїса. Він прийняв запрошення відвідати Джона Кеннеді в Білому домі.
Докторська дисертація Кюнга «Rechtfertigung: Die Lehre Karl Barths und eine katholische Besinnung» (Виправдання: Вчення Карла Барта і католицький аналіз) була опублікована англійською мовою в 1964 році під назвою «Justification: The Doctrine of Karl Barth». У книгу увійшли листи від Карла Барта, який підтверджує, що він згоден із Кюнговим описом його богослов'я. У цій книзі Кюнг стверджував, що Барт, як Мартін Лютер, перестарався у полеміці проти католицької церкви; незважаючи на її недоліки, вона була і залишається тілом Христа.
Наприкінці 1960-х років він став першим із часів старокатолицького розколу великим римо-католицьким богословом, який став публічно заперечувати вчення про папську непомильність, зокрема, у своїй книзі «Непогрішний? Потрібні роз'яснення» (нім. Unfehlbar? Eine Anfrage, 1970).
У 1974 році Кюнг опублікував свою знамениту працю «Бути християнином» (нім. Christ sein).
18 грудня 1979 року його позбавили missio canonica (дозволу на здійснення освітніх функцій від імені церкви), і він залишився штатним професором екуменічного богослов'я в Тюбінгенському університеті до його виходу на пенсію у 1996 році.
Протягом трьох місяців в 1981 році був запрошеним професором у Чиказькому університеті. Під час цього візиту в Америку він був запрошений тільки в один католицький інститут, Університет Нотр-Дам. Він з'явився на шоу Філа Донаг'ю.
У жовтні 1986 року він брав участь у Третій буддійсько-християнській богословській зустрічі, що відбулася в Університеті Пердью.
Доктор Кюнг не раз різко критикував Івана Павла II, а також префекта Конгрегації доктрини Віри кардинала Йозефа Ратцінгера за консерватизм.
У березні 1991 року він виступив у Price Center Каліфорнійського університету в Сан-Дієго з доповіддю на тему «Немає миру між народами до досягнення миру між релігіями». Він відвідав сусідню синагогу Бет Ель і говорив на тему сучасних німецько-єврейських відносин.
На початку 1990-х років, Кюнг ініціював проєкт під назвою Weltethos («Глобальна етика»), який являє собою спробу опису того, що світові релігії мають загального (а не те, що їх розділяє) та складання мінімального кодексу правил поведінки, які вони можуть прийняти. Його бачення глобальної етики втілювалося в документі, для якого він написав перший проєкт «На шляху до Глобальної Етики: початкова декларація».
У 1998 році він опублікував книгу «Вмираючи з гідністю», написану в співавторстві з Волтером Дженсом, в якій обстоював прийнятність ідеї евтаназії з християнської точки зору.
У 2003 році Кюнг заявив, що беатифікація папи Пія IX є доказом переродження канонізацій у «жести церковної політики».
У 2005 році Кюнг опублікував в Італії та Німеччині критичну статтю «Невдачі папи Войтили», в якій він стверджував, що світ чекав на період перетворення, реформ і діалогу, але замість цього, Іван Павло II запропонував відновлення статус-кво, що було до II Ватиканського собору, таким чином, на думку Кюнга, блокуючи реформи і міжцерковний діалог та підтвердивши ідею абсолютного панування Риму.
26 вересня 2005 року мав дружню бесіду про католицьке богослов'я за обідом із папою Бенедиктом XVI, здивувавши деяких спостерігачів.
У 2009 році в інтерв'ю Le Monde Кюнг жорстко розкритикував скасування екскомуніки щодо єпископів Товариства святого Пія X.
На думку деяких дослідників, сучасне християнство якраз і потребує таких безкомпромісних критиків, як Ганс Кюнг.

## Визнання
- Лауреат японської премії миру імені Нивано[en] (2005)
- Міжнародна премія За мир і права людини (2006).

## Книги, опубліковані в англійському перекладі
- Justification: The Doctrine of Karl Barth and a Catholic Reflection, (org. 1964), (40th Ann. Ed. 2004), Westminster John Knox Press, ISBN 0-664-22446-6
- The Council and Reunion (1960), London: Sheed and Ward ISBN 978-1-125-18571-1
- Structures of the Church (1962), New York: Thomas Nelson and Sons ISBN 978-0-8245-0508-0
- That the World May Believe (1963), New York: Sheed and Ward ISBN 978-1-135-10020-9
- The Living Church: Reflections on the Second Vatican Council (1963), London: Sheed and Ward. In the U.S.A., published as The Council in Action: Theological Reflections on the Second Vatican Council (1963), New York: Sheed and Ward ASIN B000GYKPTQ
- The Church (1967), London: Burns and Oates ISBN 978-0-223-97696-2
- Infallible? An Inquiry (1971), ISBN 0-385-18483-2
- Why Priests? (1971), Collins ISBN 978-0-00-624502-5
- What must remain in the Church (1973), London: Collins ISBN 978-0-00-624913-9
- On Being a Christian (1974) ISBN 978-0-00-625152-1
- Signposts for the Future: Contemporary Issues facing the Church (1978), ISBN 0-385-13151-8, 204 pages
- Freud and the Problem of God: Enlarged Edition, Edward Quinn (translator), ISBN 0-300-04723-1, 126 pages, Yale University Press
- Does God Exist? An Answer For Today (1980) ISBN 0-8245-1119-0
- Art and the Question of Meaning (1980, translated 1981) E. Quinn, Crossroads New York ISBN 0-8245-0016-4
- Eternal Life : Life after Death As a Medical, Philosophical and Theological Program (1984), Edward Quinn (translator). Contents (scrollable) ISBN 0-385-19910-4, 271 pages. Garden City, New York: Doubleday & Co.
- Christianity and the world religions: paths of dialogue with Islam, Hinduism, and Buddhism (1986) ISBN 0-385-19471-4
- Christianity and Chinese Religions (with Julia Ching, 1988) ISBN 0-334-02545-1
- The Incarnation of God: An Introduction to Hegel's Theological Thought as Prolegomena to a Future Christology, J. R. Stephenson (translator) ISBN 0-567-09352-2, 601 pages, Crossroad Publishing Company
- Theology for the Third Millennium: An Ecumenical View (1990) (Translated by Peter Heinegg) ISBN 0-385-41125-1
- Global Responsibility: In Search of a New World Ethic (1991), New York: Crossroad. ISBN 978-0-8245-1102-9
- Credo. The Apostle’s Creed Explained for Today (1993) SCM. ISBN 978-0-334-00151-5
- Judaism: Between Yesterday and Tomorrow (1992), New York: Crossroad ISBN 0-8264-0788-9
- Great Christian Thinkers (1994) ISBN 0-8264-0848-6
- Christianity : Its Essence and History (1995) ISBN 0-334-02571-0
- A Global Ethic for Global Politics and Economics (1997) ISBN 0-334-02686-5
- Dying with Dignity: A Plea for Personal Responsibility (1996, 1998), co-written with Walter Jens ISBN 0-8264-0885-0, ISBN 0-8264-1042-1
- The Catholic Church: A Short History (2001)[20]
- Women and Christianity (2001, new ed. 2005), London: Continuum ISBN 978-0-8264-7690-6
- My Struggle for Freedom: Memoirs (2003), New York, London: Continuum ISBN 0-8264-7021-1
- Why I Am Still a Christian (2006) ISBN 978-0-8264-7698-2
- The Beginning of All Things – Science and Religion (2007) ISBN 978-0-8028-0763-2
- Islam: Past, Present and Future (2007) ISBN 978-1-85168-377-2
- Disputed Truth: Memoirs II (2008) New York: Continuum ISBN 978-0-8264-9910-3